# Iakoute (cheval)
Vous lisez un « bon article » labellisé en 2015.
Pour les articles homonymes, voir Iakoute (homonymie).
Le Iakoute (саха ата, sakha ata ou сылгы, sylgy en iakoute), également appelé cheval iakoute ou poney iakoute, est une race de chevaux typée poney, assez commune et très rustique, provenant de la République de Sakha ou Iakoutie, en Sibérie. Vraisemblablement introduit par des migrants depuis le lac Baïkal, le Iakoute voit sa résistance au froid mise à profit par des explorateurs, y compris pour des expéditions polaires. La race est reconnue en 1987 par l'Union des républiques socialistes soviétiques. 
Le Iakoute forme la plus septentrionale des races de chevaux. Petit et solide, peu domestiqué, il supporte la très forte amplitude thermique de sa région en accumulant de la graisse en automne. Ce poney polyvalent est élevé principalement pour l'hippophagie. Il tient une grande place dans la vie, l'économie et la spiritualité des Sibériens.

## Histoire
Des travaux de recherche anciens avaient posé l'hypothèse que le Iakoute soit l'une des plus anciennes races de chevaux du monde, et provienne d'une population de chevaux sauvages du Pléistocène domestiquée par l'humain sur place, peut-être avec des croisements sur les montures que les migrants possédaient déjà en arrivant dans la région. Cependant, cette hypothèse apparaît peu probable au regard des données génétiques et archéologiques disponibles,, aucun reste de chevaux daté d'avant l'arrivée humaine, au XIIIe siècle, n'ayant été retrouvé en Iakoutie. Des populations humaines s'installent dans cette région entre les XIIIe siècle et XVe siècle sous la pression de tribus mongoles, puis développent une économie basée sur l'élevage des chevaux et du bétail
Les chevaux iakoutes présentent une grande proximité génétique avec ceux d'Asie centrale et de Pologne. Ils proviennent vraisemblablement du lac Baïkal, et ont été amenés en Iakoutie à la suite de migrations. Ils ont certainement fait l'objet d'un élevage sélectif qui a accru la diversité de leurs robes. Ils sont utilisés des siècles durant pour divers travaux de la vie quotidienne, notamment la fenaison et le transport.
Grâce à leur résistance au froid, ces poneys sont choisis par des explorateurs pour tracter leur paquetage, y compris pendant les expéditions vers le pôle Nord et le pôle Sud. Pendant leurs longs voyages hivernaux, les Sibériens sont accompagnés de leurs poneys. Selon l'écrivain voyageur équestre CuChullaine O'Reilly, ils exploiteraient alors la capacité peu connue qu'ont certains animaux très rustiques à pouvoir se nourrir de viande. En 1893, l'explorateur britannique Frederick George Jackson utilise les poneys Iakoutes pour une traversée hivernale fructueuse de la Sibérie. L'année suivante, il lance une expédition internationale pour explorer l'archipel François-Joseph, avec quatre « poneys de Sibérie », dont la jument Brownie, qui aurait été omnivore et se serait nourrie, entre autres, de viande d'ours polaire. Deux expéditions américaines autour du cercle polaire arctique, en 1901 et 1903, font également appel à ces poneys. D'après The Long Riders Guild Academic Foundation, l'utilité du chien de traîneau pendant les explorations polaires a probablement été sur-estimée en raison d'un manque de connaissances du cheval.
Les Cosaques puis les zootechniciens russes tentent d'améliorer la race de Iakoutie centrale en la croisant avec des chevaux moins robustes mais plus élégants, jusqu'au début du XXe siècle. Une étude sur la population chevaline de Iakoutie est effectuée en 1944. Cinq types ont été officiellement reconnus chez la race par l'URSS en 1987, ce qui fait du Iakoute la première race chevaline autochtone reconnue. Traditionnellement, les habitants de la république de Sakha ont une grande proximité avec les jeunes poulains, puis mettent de la distance quand l'animal grandit. L'élevage sédentaire demande un entretien régulier des pâtures, celles-ci étant brûlées au printemps pour permettre la repousse d'une végétation nourrissante. Une harde de la race est importée depuis la région de Srednekolymsk vers le parc du Pléistocène en 1988. En 2013, cinq poulains sont nés. La harde compte environ 30 individus à la fin de la même année.

## Description

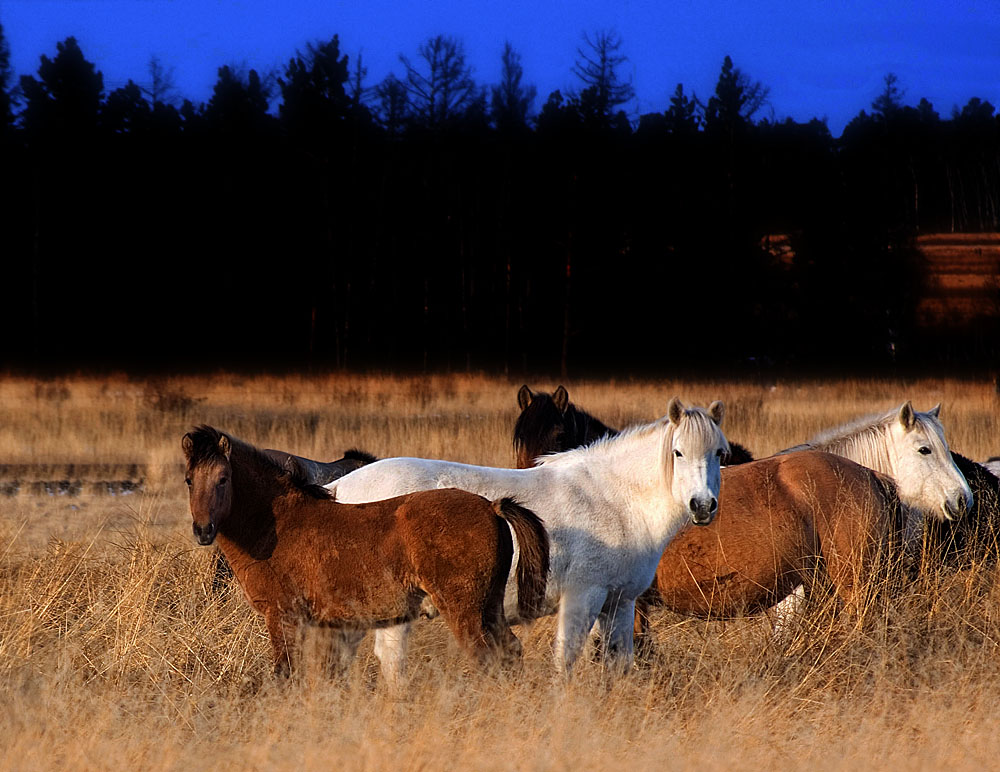
Groupe de poneys iakoutes pendant l'été.

Le Iakoute a la particularité de n'être pas entièrement domestiqué, ces animaux étant capables de se nourrir, se reproduire et d'assurer leur protection sans intervention humaine. Les plus jeunes ne pourraient survivre sans l'homme, mais les poneys adultes sont capables de retourner à l'état sauvage. Le Iakoute supporte la grande amplitude thermique de sa région en s'adaptant aux températures : en automne, son apparence se modifie avec la pousse du poil et l'accumulation de graisses. Il adapte aussi sa respiration (fréquence plus basse) et sa circulation sanguine (qui devient plus rapide). Il vit le plus souvent en troupeaux de 10 à 15 juments avec leurs poulains, et un unique étalon. Les pouliches quittent leur troupeau vers 3 ans. Une étude génétique a révélé un manque de génotypes hétérozygotes chez la race, mais les populations des troupeaux sont en équilibre génétique stable sur deux loci. La race a fait l'objet d'une étude visant à déterminer la présence de la mutation du gène DMRT3 à l'origine des allures supplémentaire : cette étude a permis de confirmer l'absence de cette mutation chez le Iakoute, de même que l'absence de mentions de chevaux ambleurs parmi la race.  

### Types
Le Iakoute existe en plusieurs types. Les deux types considérés comme des Iakoutes originels sont le Ianski et le Kolymski. Le Ianski provient des vallées du Iana et de l'Indigirka, le Kolymski est le plus présent dans le Nord, il vient des vallées de la Kolyma et de l'Alazeïa. Celui du nord est le plus recherché, plus grand, il est aussi le plus homogène. Le « petit type du sud » est considéré comme de race pure mais moins recherché. Le « grand type du sud » est influencé par des croisements avec des chevaux trotteurs d'Orlov et des traits du centre de la Iakoutie. Il a absorbé trois autres races locales, le Suntar, le Megezh et l'Olekminsk. Le type Megezh provient d'un croisement avec des chevaux de type Kuznet, réalisé dans les années 1990 pour la viande, et provient originellement comme son nom l'indique de Megejekski.

### Morphologie

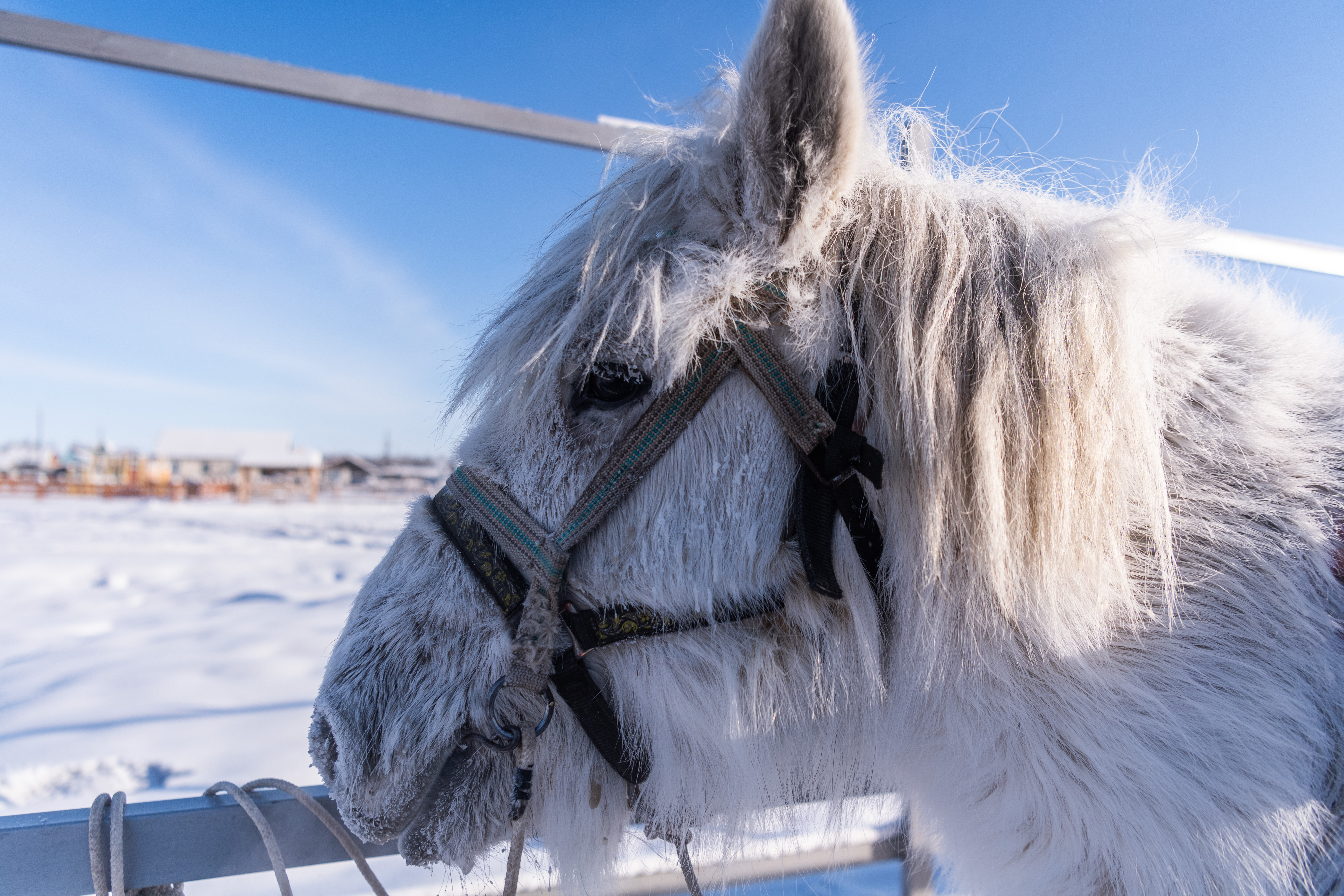
Tête d'un Iakoute gris.

Le Iakoute présente le type mongol, mais il est plus massif que le cheval mongol et le cheval de Przewalski. Il mesure 1,37  à   1,40 m au garrot en moyenne. Ses caractéristiques physiques, notamment son modèle compact et ses jambes courtes, témoignent de son adaptation au froid, avec des crins très abondants. Elles le rapprochent du poney Shetland, l'exposition minimale des parties saillantes du corps (oreilles, encolure et jambes) donnant une meilleure résistance au froid.
La tête est assez grossière, de taille moyenne, généralement avec un profil rectiligne. L'encolure est droite et large, courte à moyenne. La poitrine est large et profonde, le garrot peu saillant mais large, le dos est moyennement long mais large, la croupe large et tombante. Les jambes, plutôt courtes et très fortes, sont terminées par de solides sabots,. Les crins de la crinière et de la queue sont exceptionnellement longs et fournis, offrant une protection très efficace contre les températures glaciales. Avant l'hiver, le poil pousse jusqu'à des longueurs de dix centimètres et une couche de graisse de deux à trois centimètres d'épaisseur se forme sous la peau, la graisse représentant jusqu'à 22 % du poids de l'animal en début d'hiver. Le Ianski est le type le plus massif. Le profil de tête est parfois concave, avec un front large, une courte encolure entourée de graisses et une croupe relativement longue. Le Kolymski présente une bonne capacité d'engraissement. Sa tête est massive avec un profil rectiligne, le dos est droit et de longueur moyenne, sa croupe est haute et ronde. Le Iakoute du sud, issu de croisements, présente un garrot plus sorti et un corps plus allongé. Le Megezh, sélectionné pour la viande, peut atteindre un poids de 600 kg ou plus. Sa tête est grande avec de larges ganaches, l'encolure est massive et de longueur moyenne, le garrot moyennement élevé. Le dos est large, droit et long, pour répondre à la sélection sur la production de viande. Le rein est large et fort, bien musclé. La croupe est haute et large avec une musculature bien développée, la poitrine est large et profonde, les côtes sont rondes.

### Robes

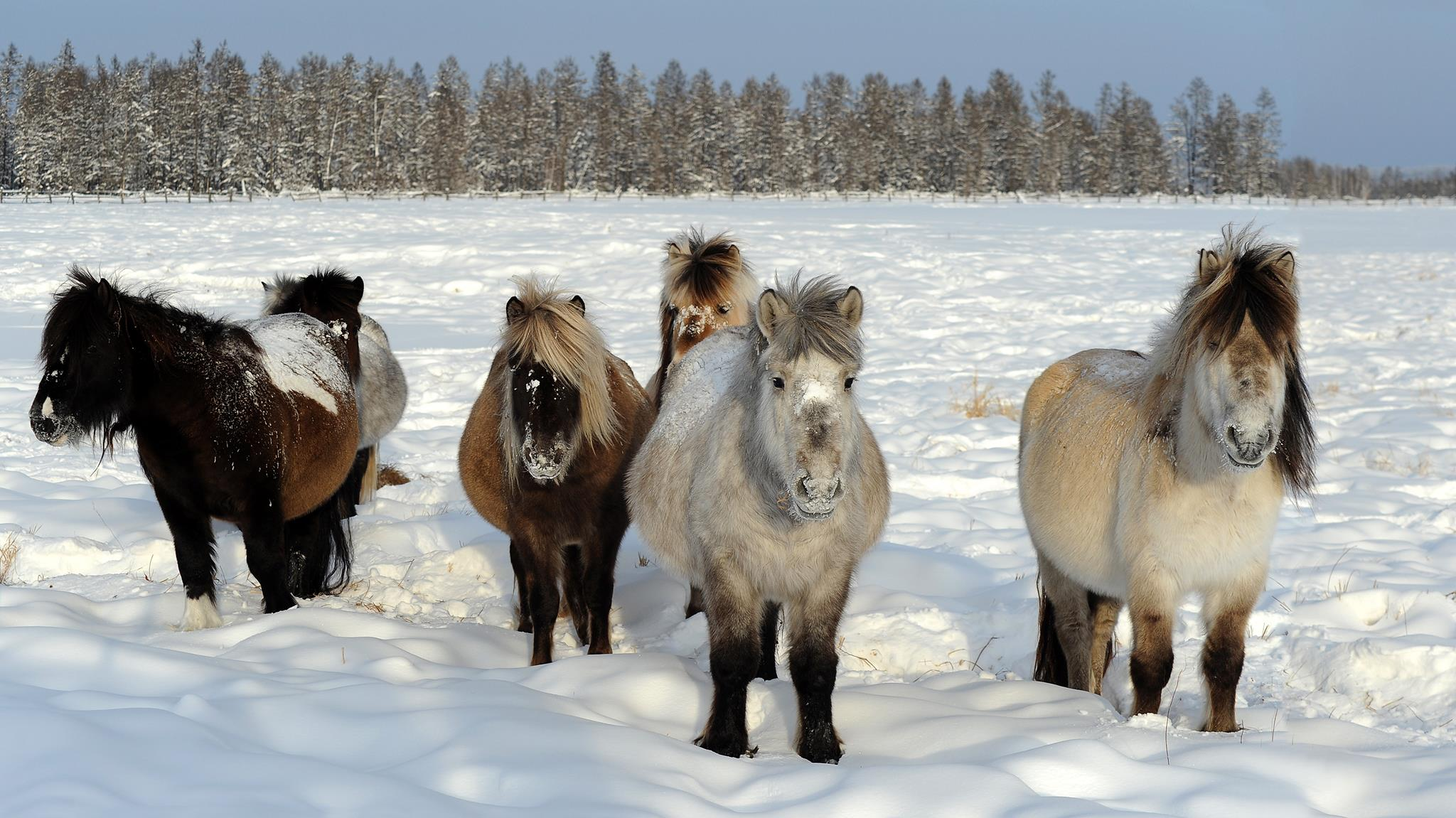
Groupe de poneys iakoutes aux robes variées, pendant l'hiver.

Le Iakoute est habituellement bai, gris, rouan ou porteur du gène Dun, avec des marques primitives incluant la raie de mulet et les zébrures sur les jambes. Dans le nord de la région, le Kolymski est typiquement gris sous différentes nuances et prend une apparence presque blanche à l'âge de trois ou quatre ans. On trouve aussi plus rarement des robes pie ou tachetées,.

### Tempérament et entretien
Le biotope rude a forgé un poney très résistant au froid. Le Iakoute est, de toutes les races de chevaux du monde, la plus septentrionale et la seule qui puisse supporter des descentes de températures allant jusqu'à - 70°, en climat hypercontinental. Il s'agit vraisemblablement du cheval le plus résistant au froid de tous.
Il peut vivre au-delà du cercle polaire arctique. Il est élevé à l'extérieur toute l'année, sans protection contre les intempéries,. Son habileté à localiser et brouter la végétation cachée sous la neige, même à 50 centimètres de profondeur, a été remarquée,. Au centre de la Iakoutie, les chevaux sont cependant moins robustes en raison de croisements effectués jusqu'au XXe siècle, et ne peuvent survivre à l'hiver sans un apport de foin. Comme la plupart des chevaux à sang froid, sa maturité est lente : il n'est pas adulte avant l'âge de cinq ou six ans. En contrepartie, le Iakoute est d'une grande longévité. Les juments poulinent jusqu'à l'âge de 18-20 ans pendant les mois les plus favorables, mai et juin. Le taux de survie des poulains est de 60-65 % en moyenne, jusqu'à 80 % les meilleures années.

## Utilisations

### Production de viande
Le Iakoute est surtout élevé pour sa viande. 20 à 25 % de la viande consommée en Iakoutie provient des chevaux locaux, un chiffre qui peut monter jusqu'à 40 % dans certains élevages. Cet élevage hippophagique se révèle assez rentable, les poulains de six mois donnant plus de 100 kg de viande grâce à leur croissance rapide et à la forte productivité laitière de leur mère. La lignée Megezh a été croisée afin d'atteindre plus rapidement sa maturité. Les habitants de la république de Sakha n'ont pas de tabou concernant la viande de cheval ; l'élevage à cette fin constitue leur principale activité.

### Autres
Le poney est monté, attelé ou employé comme cheval de bât, et les juments donnent leur lait. Le Iakoute fournit de la fourrure pour l'hiver. Il fait partie de la vie quotidienne de la population sibérienne, qui l'emploie aux travaux de ferme, pour la fenaison, la chasse et la pêche dans les campagnes. On retrouve le poney Iakoute pendant la fête nationale dite Ysyakh, où des courses de chevaux sont organisées. Depuis le XXIe siècle, ces chevaux servent aussi pour le tourisme équestre et l'équitation sur poney à destination des enfants. Traditionnellement, ce sont surtout les hommes qui montent et entretiennent ces animaux.

## Diffusion de l'élevage

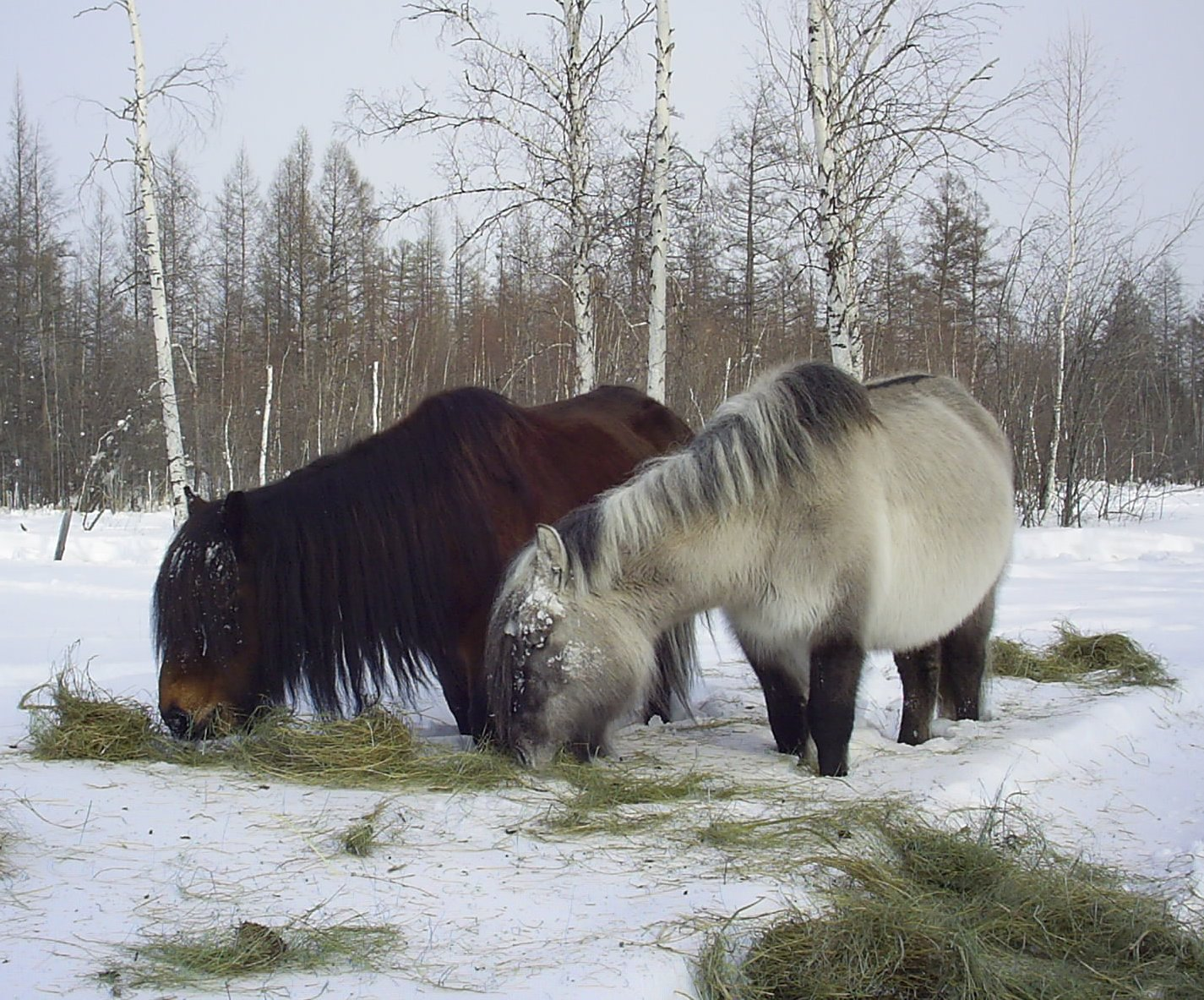
Poneys Iakoutes broutant dans la neige

Le Iakoute est considéré par l'étude de l'université d'Uppsala (2010) comme une race locale et commune, qui n’est pas menacée. Il est le plus commun des chevaux de l'actuelle Russie. La race est surtout présente au haras national de Leninski et à la ferme collective Karl Marx, en Iakoutie. Le haras de Stepan Vasiliev, dans la région de Niourbinski, élève des types Megejekski pour la viande. L'élevage extensif s'effectue en liberté et de manière nomade dans la taïga et la toundra. Les chevaux évoluent sur de vastes territoires mais appartiennent tous à un propriétaire, éleveur, famille ou autre groupe de personnes. Dans le Nord, ils doivent parcourir de longues distances pour trouver de quoi se nourrir, alors qu'au centre de la Iakoutie, les pâturages d'hiver sont plus proches de ceux d'été. Des élevages sédentaires en petit troupeau existent aussi, permettant une meilleure sociabilisation des animaux. Enfin, certains éleveurs placent les chevaux en troupeau avec des rennes ou des bovins. Les propriétaires ne possèdent généralement pas plus de 40 chevaux, ce qui correspond à quatre troupeaux. Chevaux et éleveurs sont interdépendants en raison de la rigueur du climat : les hommes soignent les chevaux pour éviter de trop lourdes pertes, et dépendent en etou de la viande et de la fourrure de leurs animaux pour les huit mois que dure l'hiver.
En 1980, le recensement effectué par l'URSS fait état de la présence de 134 014 chevaux Iakoutes, dont 133 431 de pure race.

## Dans la culture

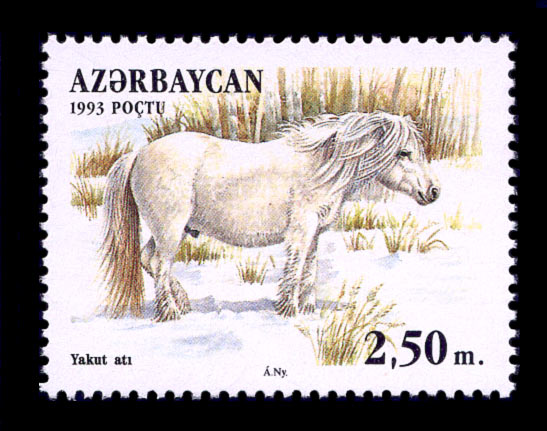
Iakoute sur un timbre d'Azerbaïdjan.

Le Iakoute, en particulier monté, est très présent dans la tradition orale de la république de Sakha et dans la vie religieuse. Les Iakoutes sont majoritairement animistes et voient les animaux comme la propriété d'esprits, qui les protègent et les attribuent parfois aux humains. Ainsi, les chevaux sont un don de Dööogöj Ajvy Tojon, auquel il est d'usage de faire des offrandes. Lors de ses recherches ethnographiques, W. Sieroszewski constate que le cheval est le seul animal auquel les Sibériens attribuent une âme (kut). Ils lui accordent une place de choix dans l'Art et les effigies, en ville comme dans les campagnes, bien qu'il se soit raréfié dans la vie quotidienne. Le Iakoute est mis en scène dans Chamane, le second film de Bartabas. Il raconte, à l'occasion du tournage en Sibérie, que des habitants lui ont offert de la viande de cheval Iakoute, qu'il a avalée à contrecœur. 
Cette race est également représentée sur un timbre d’Azerbaïdjan.